# Do Apóstol
Do Apóstol es una  variedad cultivar de manzano (Malus domestica). Esta manzana es originaria de Galicia, está cultivada en la colección de árboles frutales y banco de germoplasma de Mabegondo con el Nº 245; ejemplares procedentes de esquejes localizados en Cambados (Pontevedra).

## Sinónimos
- "Del Apóstol".[4]

## Características
El manzano de la variedad 'Do Apóstol' tiene un vigor elevado. Tamaño grande y porte erguido.
Época de inicio de brotación a partir del 22 abril y de floración a partir de 5 mayo.
Las hojas tienen una longitud del limbo de tamaño largo, con la máxima anchura del limbo ancha. Longitud de las estípulas larga y la máxima anchura de las estípulas es media. Denticulación del borde del limbo es serrado con la forma del ápice del limbo mucronado y la forma de la base del limbo es agudo. Con subestípulas ausentes.
Sus flores tienen una longitud de los pétalos media, anchura de los pétalos es ancha, disposición de los pétalos es superpuestos entre sí, con una longitud del pedúnculo corta.
La variedad de manzana 'Do Apóstol' tiene un fruto de tamaño grande, de forma plana-globosa, de color amarillo, con chapa lavada, con intensidad pálida. Epidermis de textura suave sin pruina en su superficie, y con presencia de cera elevada. Sensibilidad al "russeting" (pardeamiento áspero superficial que presentan algunas variedades) muy poco sensible. Con lenticelas de tamaño pequeño.
Los sépalos están dispuestos de forma variables, superpuestos en su base; fosa calicina muy profunda de una anchura media. Pedúnculo estrecho y largo, siendo la cavidad peduncular profunda y de una anchura media. Con pulpa de color blanco, firmeza intermedia y textura intermedia; jugosidad intermedia con sabor de acidez media y alta, no dulce, aromática.
Época de maduración y recolección a partir del 20 de agosto. 'Do Apóstol' es una excelente manzana de producción de sidra, aunque también se utiliza en repostería en relleno de unas filloas, manzanas asadas, en buñuelos, tarta de hojaldre, mermeladas caseras, tarta de manzana.

## Susceptibilidades
- Oidio: ataque medio
- Moteado: no presenta
- Raíces aéreas: no presenta
- Momificado: no presenta
- Pulgón lanígero: ataque débil
- Pulgón verde: ataque débil
- Araña roja: no presenta
- Chancro: ataque débil[3]